# 아스테로모나스과
아스테로모나스과(Asteromonadaceae)는 녹조강 클라미도모나스목에 속하는 녹조류과의 하나이다. 6속 11종으로 이루어져 있다.

## 하위 속
- 아스테로모나스속 (Asteromonas) - 2종
- 아울라코모나스속 (Aulacomonas) - 2종
- 콜로딕티온속 (Collodictyon) - 4종
- Pseudostephanoptera - 유일종 P. propeller
- Tetraptera - 유일종 T. halophila
- Triptera - 유일종 T. salina